# Klosterneuburger Straße
De Klosterneuburger Straße B14 is een Bundesstraße in de Oostenrijkse deelstaten Neder-Oostenrijk en Wenen.
De weg verbindt Tulln an der Donau via Klosterneuburg met Wenen; de weg is 46,8 km lang.
Routebeschrijving
De B14 begint in het zuidwesten van Tulln an der Donau] op een kruising met de B19 en kruist later de B213. De weg loopt verder door Langenlebarn, Muckendorf-Wipfing, Zeiselmauer-Wolfpassing, St. Andrä-Wördern, Maria Gugging, Kierling en Klosterneuburg voor ze de deelstaatgrens met Wenen bereikt.
Wenen
De B14 loopt door de stad Wenen en kruist in Knoten Klosterneuburg de A22, vervolgens kruist bij een afrit de B227. De B14 loopt verder door Brigittenau B226 en sluit aan op de Brigittenauer Brücke op de B14a aan. Vervolgens kruist de B14 in Leopoldstadt de B8, kruist bij afrit Handelskai de A23 en heeft in Kaiserebersdorf een aansluiting op de B228, waarna ze in Simmering eindigt op een kruising met de B10 en de B225.
Geschiedenis
In 1834 had de Klosterneuburger Straße een tolstation in Nußdorf dat de staatskas ongeveer 1500 Gulden opleverde. Vanwege de kleine bovenregionale betekenis van de weg werd deze weg in 1869 aan de deelstaat Neder-Oostenrijk overgedragen, die er een 'Landesstraße' van maakte. Vanaf 19 April 1894 werd binnen het Neder-Oostenrijkse wegensysteem de term Landesstraße niet meer gebruikt en werden ze in de 'Bezirksstraßen I Klasse' ingedeeld.
Na de Anschluss werd de weg vanwege de indeling in het Duitse wegenstelsel op 1 april 1940 in een 'Landstraße I.Ordnung' ongenoemd en als L.I.O. 38 aangeduid. Met het in werking treden van de Neder-Oostenrijkse wegenwet van 12 juli 1956 werden de voormalige Bezirksstraßen weer in Landesstraßen veranderd en werd de huidige Mannersdorfer Straße als L 116 aangeduid.
De Klosterneuburg-Tullner Straße is vanaf 1 april 1959 opgenomen op de lijst van Bundesstraßen in Oostenrijk. Vanaf 1 Juli 1964 behoort ook het Weense deel van de B14.
In den jaren 90 van de twintigste eeuw was het gedeelts van de B14 tussen de Nordbrücke en de Simmeringer Hauptstraße onderdeel van de B10.
In 2002 werd de B14 door de Oostenrijkse regering bij wet overgedragen aan de deelstaat Neder-Oostenrijk.
In 2008 werd het eerste gedeelte van de rondweg van Klosterneuburg geopend; deze is reeds deel van de B14. Tot de opening van het laatste gedeelte, de „Martinstunnel“ loopt de B14 echter nog door de stad.
B1 · 
B2 · 
B3 · 
B4 · 
B5 · 
B6 · 
B7 · 
B8 · 
B9 · 
B10 · 
B11 · 
B12 · 
B13 · 
B14 · 
B15 · 
B16 · 
B17 · 
B18 · 
B19 · 
B20 ·  
B21 · 
B22 · 
B23 · 
B24 · 
B25 · 
B26 · 
B27 · 
B28 · 
B29 · 
B30 · 
B31 · 
B32 · 
B33 · 
B34 · 
B35 · 
B36 · 
B37 · 
B38 · 
B39 · 
B40 · 
B41 · 
B42 · 
B43 · 
B44 · 
B45 · 
B46 · 
B47 · 
B48 · 
B49 · 
B50 · 
B51 · 
B52 · 
B53 · 
B54 · 
B55 · 
B56 · 
B57 · 
B58 · 
B59 · 
B60 · 
B61 · 
B62 · 
B63 · 
B64 · 
B65 · 
B66 · 
B67 · 
B68 · 
B69 · 
B70 · 
B71 · 
B72 · 
B73 · 
B74 · 
B75 · 
B76 · 
B77 · 
B78 · 
B79 · 
B80 · 
B81 · 
B82 · 
B83 · 
B84 · 
B85 · 
B86 · 
B87 · 
B88 · 
B89 · 
B90 · 
B91 · 
B92 · 
B93 · 
B94 · 
B95 · 
B96 · 
B97 · 
B98 · 
B99 · 
B100 · 
B105 · 
B106 · 
B107 · 
B108 · 
B109 · 
B110 · 
B111 · 
B113 · 
B114 · 
B115 · 
B116 · 
B117 · 
B119 · 
B120 · 
B121 · 
B122 · 
B123 · 
B124 · 
B125 · 
B126 · 
B127 · 
B129 · 
B130 · 
B131 · 
B132 · 
B133 · 
B134 · 
B135 · 
B136 · 
B137 · 
B138 · 
B139 · 
B140 · 
B141 · 
B142 · 
B143 · 
B144 · 
B145 · 
B146 · 
B147 · 
B148 · 
B149 · 
B150 · 
B151 · 
B152 · 
B153 · 
B154 · 
B155 · 
B156 · 
B158 · 
B159 · 
B160 · 
B161 · 
B162 · 
B163 · 
B164 · 
B165 · 
B166 · 
B167 · 
B168 · 
B169 · 
B170 · 
B171 · 
B172 · 
B173 · 
B174 · 
B175 · 
B176 · 
B177 · 
B178 · 
B179 · 
B180 · 
B181 · 
B182 · 
B183 · 
B184 · 
B185 · 
B186 · 
B187 · 
B188 · 
B189 · 
B190 · 
B191 · 
B192 · 
B193 · 
B197 · 
B198 · 
B199 · 
B200 · 
B201 · 
B202 · 
B203 · 
B204 · 
B205 · 
B209 · 
B210 · 
B211 · 
B212 · 
B213 · 
B214 · 
B215 · 
B216 · 
B217 · 
B218 · 
B219 · 
B220 · 
B221 · 
B222 · 
B223 · 
B224 · 
B225 · 
B226 · 
B227 · 
B228 · 
B229 · 
B230 · 
B303 · 
B305 · 
B309 · 
B310 · 
B311 · 
B316 · 
B317 · 
B319 · 
B320